# Zürcher Unterländer
Der Zürcher Unterländer (ZU) ist eine regionale Tageszeitung im Schweizer Kanton Zürich und amtliches Publikationsorgan für die Bezirke Bülach und Dielsdorf im Zürcher Unterland sowie für den südlichen Teil des Kantons Schaffhausen (Rüdlingen und Buchberg). Sie erscheint mit dem gemeinsamen, von der Berner Zeitung hergestellten Mantel der Zürcher Regionalzeitungen der Tamedia AG (Herausgeberin des Tages-Anzeigers).
Die WEMF-beglaubigte Auflage beträgt 10'863 (Vj. 11'874) verkaufte und verbreitete Exemplare, die Reichweite 33'000 (Vj. 36'000) Leser (WEMF MACH Basic 2024-II). Jeweils am Donnerstag wird eine Grossauflage von 64'941 (Vj. 71'545) Exemplaren mit einer Reichweite von 89'000 (Vj. 100'000) Lesern (WEMF MACH Basic 2024-II) in alle Haushaltungen des Verbreitungsgebietes verteilt.

## Geschichte
Der Zürcher Unterländer ist im Januar 1949 aus der 1850 gegründeten Bülach-Dielsdorfer Wochen-Zeitung und dem Lägern-Boten hervorgegangen. Der damalige Untertitel Vereinigte Bülach-Dielsdorfer Wochenzeitung und Lägern-Bote. Demokratisches Volksblatt zeigt sowohl Herkunft wie Ausrichtung.
Herausgegeben und gedruckt wurde der Zürcher Unterländer vom 7. Januar 1949 bis 30. Juni 1955 von G. Steinemann-Scheuchzer, ab dem 1. Juli 1955 von H. Akerets Erben.
Hermann Akeret, Besitzer des 1871 gegründeten Blattes Der Wehntaler, erwarb bereits 1903 die in Bassersdorf gedruckte Zeitung Die Glatt. 1919 kaufte er auch das in Dübendorf erschienene Wochenblatt des Bezirkes Uster hinzu. Auf Jahresbeginn 1948 wurden die drei Zeitungen zu einer einzigen, genannt Der Zürichbieter, zusammengefasst. Am 28. April 1989 erschien Der Zürichbieter das letzte Mal. Auf diesen Zeitpunkt ging er im Zürcher Unterländer auf.
Seit dem 1. November 2006 erschien das als konservativ geltende Neue Bülacher Tagblatt, mit dem der als liberal geltende Zürcher Unterländer jahrzehntelang in harter Konkurrenz stand, als Kopfblatt des Zürcher Unterländers. Ab 2011 wurde die Regionalausgabe eingestellt, die Zeitung erschien im Raum Bülach aber weiterhin mit dem Zeitungstitel Neues Bülacher Tagblatt. Ab 4. November 2013 entfiel auch dies, seither besteht der Name nur noch im Untertitel.

## Beteiligung der NZZ

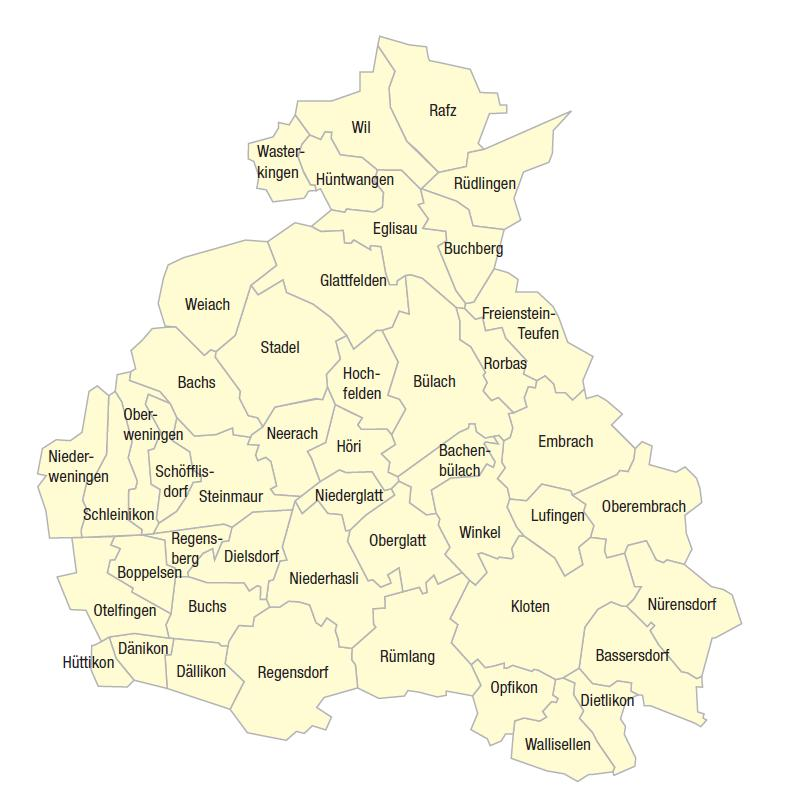
Verbreitungsgebiet des Zürcher Unterländers

2005 übernahm die FPH Freie Presse Holding, eine Tochtergesellschaft der Neuen Zürcher Zeitung, gegen die Abtretung von 11 % ihres Aktienkapitals und die Übertragung der Anzeigenvermarktung der NZZ von der Publigroupe einen 40-%-Anteil an der Akeret Druck und Verlag AG (Zürcher Unterländer) und einen 20-%-Anteil an der Zürichsee Presse AG (Zürichsee-Zeitung), danach von einer Vermögensverwalterin auch 38 % an der Zürcher Oberland Medien AG (Zürcher Oberländer).
Um den Austausch von Artikeln und ganzen Seiten zu erleichtern, wurde das Layout der drei Regionalzeitungen Zürcher Unterländer, Zürcher Oberländer (mit Anzeiger von Uster) und Zürichsee-Zeitung (mit Linth Zeitung und Sihltaler) vereinheitlicht, und die Zeitungstitel wurden modernisiert.
2006 gründeten die drei Regionalzeitungen die Zürich Land Medien AG, welche bei der Zürichsee-Zeitung die Mantelseiten für diese sowie für den Zürcher Unterländer, den Zürcher Oberländer und den Anzeiger von Uster produzierte und 2008 zusammen mit den AZ Medien (Mittelland-Zeitung, heute az Nordwestschweiz), dem Verlag Meier + Cie (Schaffhauser Nachrichten) und der Südostschweiz das (inzwischen weiterverkaufte) Nachrichtenportal news1.ch lancierte.

## Übernahme durch Tamedia
2010 übernahm Tamedia von der Verlegerfamilie Gut deren 60-%-Beteiligung an der Zürichsee-Zeitung. Darauf kam es zum Beteiligungstausch zwischen Tamedia und der FPH Freie Presse Holding: Tamedia überliess der FPH ihre 100-%-Beteiligung an der Thurgauer Zeitung und übernahm im Gegenzug von der FPH deren inzwischen 100 % betragende Beteiligung am Zürcher Unterländer, die 38 % am Zürcher Oberländer (und von diesem die Anteile an der Zürich Land Medien AG) sowie den inzwischen 40 % betragenden restlichen Anteil an der Zürichsee-Zeitung. Sie bildete damit sowie mit dem Winterthurer Landboten, an dem Tamedia seit 2005 eine 20-%-Minderheitsbeteiligung hielt, den Verbund der «Zürcher Regionalzeitungen», in der auch das Anzeigengeschäft der vier Zeitungen gebündelt wurde. Der Landbote übernahm ab 2011 die Produktion der Mantelseiten. Tamedia kündigte den Auftrag auf Ende 2013 aber wieder, worauf Tamedia Ende August 2013 den Landboten ganz übernehmen konnte. Die Produktion der Mantelseiten wurde ab 2014 der Berner Zeitung übertragen.
Am 23. August 2017 gab Tamedia bekannt, dass ab dem 1. Januar 2018 nur noch je eine deutsch- und eine französischsprachige Redaktion den internationalen/nationalen Mantel (Inland, Ausland, Wirtschaft und Sport) für die Tages- und Sonntagszeitungen von Tamedia erstellen werden. Chef der deutschsprachigen Mantelredaktion wird der Chefredaktor von Tages-Anzeiger/SonntagsZeitung Arthur Rutishauser (er gibt die Chefredaktion des Tages-Anzeigers ab, bleibt aber Chefredaktor der SonntagsZeitung). Die einzelnen Zeitungstitel sollen ihre Redaktionen und Chefredaktoren behalten; Benjamin Geiger bleibt Chefredaktor der Zürcher Regionalzeitungen Zürcher Unterländer, Landbote und Zürichsee-Zeitung. Die Reorganisation, zu welcher der starke Rückgang der Werbeumsätze geführt hat, soll laut Tamedia zu keinen Entlassungen führen.
Seit Anfang 2018 erstellen nur noch je eine deutsch- und eine französischsprachige Tamedia-Redaktion den internationalen/nationalen Mantel (Inland, Ausland, Wirtschaft und Sport) für die 12 bezahlten Tages- und 2 Sonntagszeitungen der Tamedia.
Per Ende April 2025 wurde der Online-Auftritt des Zürcher Unterländers in den Tages-Anzeiger integriert.